# 梅原克文
梅原 克文（うめはら かつふみ、1960年9月9日 -）は、日本の小説家。富山県富山市出身。

## 来歴
関東学園大学経済学部卒業。
1990年、SF同人誌『宇宙塵』に発表した『二重螺旋の悪魔』で第9回SFファンジン大賞創作部門を受賞。
1996年、『ソリトンの悪魔』で第49回日本推理作家協会賞長編部門を受賞。なお、推理小説でもなくミステリーとも呼べない本作の受賞には、選考委員の一人である小松左京から強力な支持があった。
1990年代後半から、自身が書いているような「大衆娯楽作品」と、前衛的な「超メタ言語的な小説」（「あまりにも現実味がなさすぎる小説」を意味する梅原の造語）とが、ともにSFと呼ばれることを強く批判している。自身の手がける作品のジャンルに対しては、「サイファイ」（SF評論用語「sci-fi」）と呼ぶことを提唱。2000年前後にかけて、自身が「超メタ言語的な小説」と規定した作家や、梅原を「SF作家」として取り扱う評論家を名指しで批判して、いわゆる「サイファイ論争」を繰り広げた。

## 作品リスト
- 迷走皇帝（梅原克哉名義）
  - 1990年11月 エニックス文庫 : ISBN 4-900527-47-5
- 二重螺旋の悪魔
  - 1993年8月 ソノラマノベルス （上）: ISBN 4-257-01047-9 / （下）: ISBN 4-257-01048-7
  - 1998年12月 角川ホラー文庫 （上）: ISBN 4-04-346101-1 / （下）: ISBN 4-04-346102-X
  - 2015年3月 創土社 : ISBN 978-4-79-883025-4
- ソリトンの悪魔
  - 1995年8月 ソノラマノベルス （上）: ISBN 4-257-01050-9 / （下）: ISBN 4-257-01051-7
  - 1998年12月 ソノラマ文庫ネクスト （上）: ISBN 4-257-17333-5 / （下）: ISBN 4-257-17334-3
  - 2010年6月 双葉文庫（日本推理作家協会賞受賞作全集）（上）: ISBN 978-4-575-65883-5 / （下）: ISBN 978-4-575-65884-2
- カムナビ
  - 1999年9月 角川書店 （上）: ISBN 4-04-873184-X / （下）: ISBN 4-04-873185-8
  - 2002年11月 角川ホラー文庫 （上） : ISBN 4-04-346103-8 / （下）: ISBN 4-04-346104-6
- サイファイ・ムーン
  - 2001年9月 集英社 : ISBN 4-08-774548-1
- 心臓狩り

1. 移植された悪夢 2011年5月 角川ホラー文庫 : ISBN 978-4-04-346105-9
2. シャーマンの一族 2011年6月 角川ホラー文庫 : ISBN 978-4-04-346106-6
3. 異形の領域 2011年7月 角川ホラー文庫 : ISBN 978-4-04-346107-3

- テュポーンの楽園
  - 2018年3月 KADOKAWA : ISBN 978-4-04-101397-7